# BMW M6
O BMW M6 é uma versão de alto desempenho do coupé / conversível da Série 6, projetado e desenvolvido pela divisão de automobilismo da BMW . O BMW M6 foi baseado nas gerações subseqüentes da série 6. O M6 foi substituído pelo M8 em junho de 2019.

## E24 M635CSi / M6 (1983-1989)
Em 1983, a BMW pegou o motor M88/3 Seis cilindros, uma versão modificada do M88/1 da BMW M1 e o colocou no chassi E24 da Série 6, criando assim o M635CSi (apelidado simplesmente de "M6" na América do Norte e no Japão).

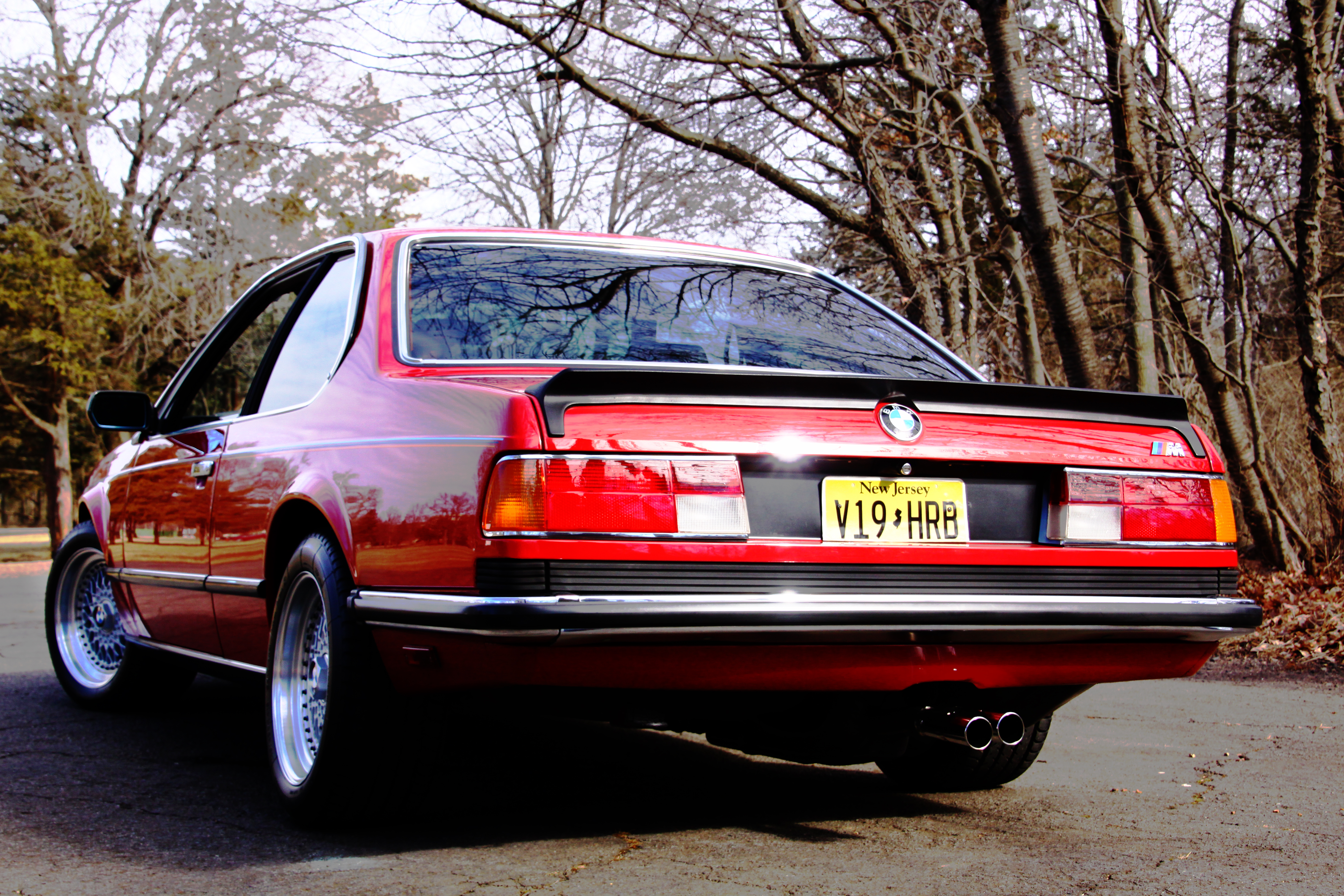
BMW M635CSi coupé

A primeira geração do M6 foi aclamada pela crítica ao longo de toda a sua vida, pelo seu elegante e agressivo estilo "shark-nose", o seu equipamento de luxo e o seu desempenho. Uma velocidade máxima superior a 255 quilômetros por hora (158 mph) fez do M635CSi europeu o segundo automóvel BMW mais rápido já construído ao lado do M1 . No entanto, Rug Cunningham, da BMW de Cunningham, dirigiu um M6 de americano em 1987 no La Carrera Classic Race no México em 1989 e registrou uma velocidade máxima indicada de 176 milhas por hora (280 km/h) .

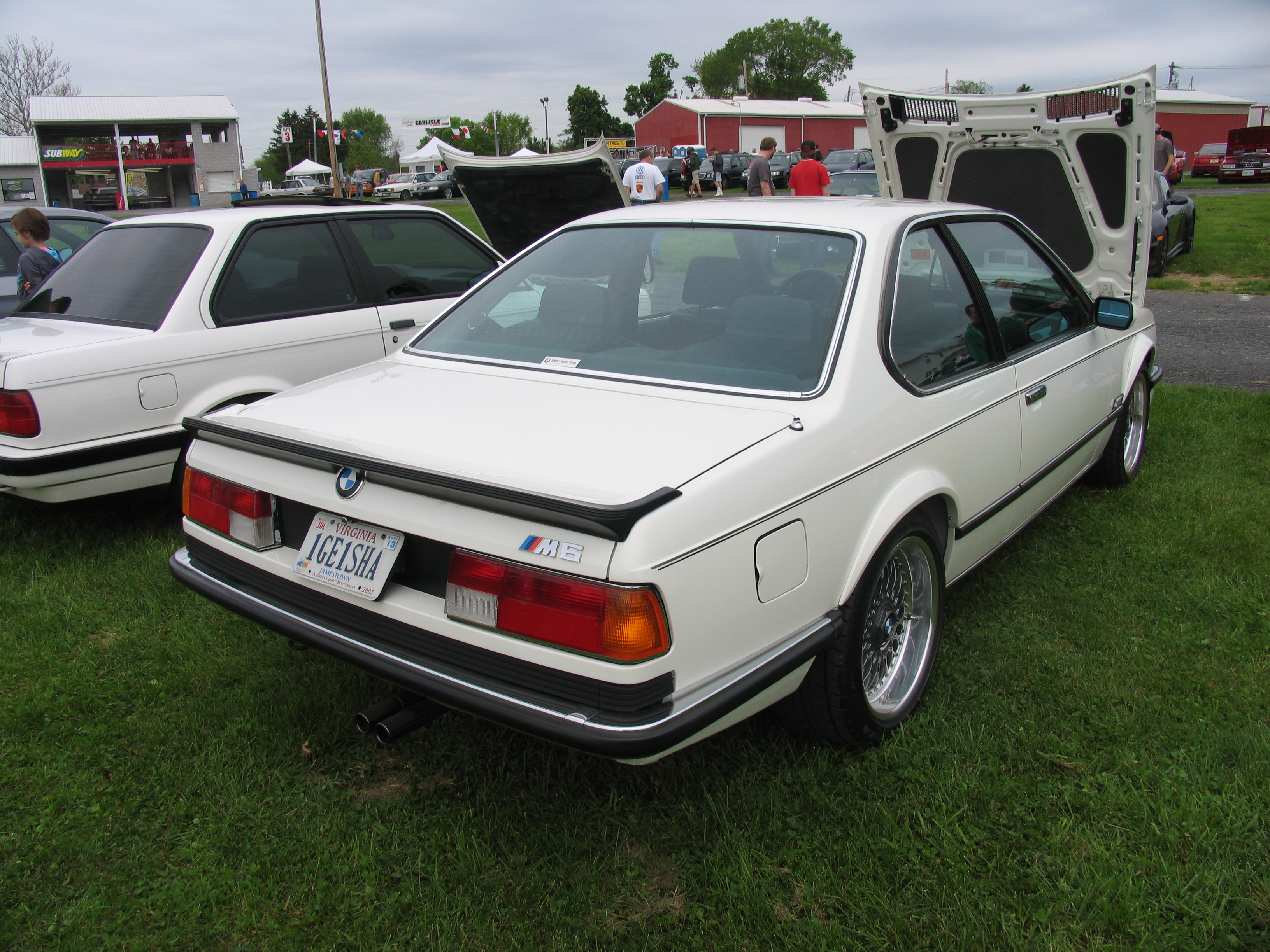
O M635CSi foi marcado como o M6 na América do Norte

O veículo pode ser distinguido de outros modelos E24 por emblemas "/// M" na grade dianteira e traseira ("/// M6" na versão norte-americana), espelhos retrovisores da cor da carroceria, rodas BBS RS, aerofólio traseiro, um dique de ar dianteiro maior, freios dianteiros maiores e um 10 mm de altura de descida reduzida.
O M635CSi europeu foi equipado com um motor M88 / 3 não catalisado, gerando uma potência de 286 hp (213 kW) a 6.500 rpm e 251 lb⋅ft (340 N⋅m) de torque a 4.500 rpm, enquanto o norte-americano e o japonês M6 recebeu o motor catalisado S38B35, gerando uma potência de 256 hp (191 kW) e 243 lb⋅ft (329 N⋅m) de torque. Um total de 538 modelos catalisados M635CSi foram vendidos na Europa entre 1988 e 1989.
A série E24 tornou-se um "carro mundial" para os anos de modelo de 1988 e 1989, ostentando os mesmos amortecedores e tratamentos aerodinâmicos que suas contrapartes de alto desempenho em todos os mercados.
De acordo com a BMW, o carro pode acelerar de 0–60 milhas por hora (0–97 km/h) em 5,8 e 6,8 segundos para as versões européias e norte-americanas, respectivamente. No entanto, Car and Driver testou um M6 norte-americano nos EUA em julho de 1987 e alcançou um valor entre 0–60 milhas por hora (0–97 km/h) e 0–60 milhas por hora (0–97 km/h) tempo de aceleração de 6,1 segundos. Também em 1987, a Road and Track elogiou o M6 americano como sendo um dos 10 carros mais rápidos da dos EUA.
O tempo do quarto de milha para o M635CSi foi registrado em 14 segundos, enquanto 100 mph (161 km / h) é alcançado em 14,6 segundos.
1.677 carros foram importados para a América do Norte, com os dois últimos carros sendo modelos canadenses.

A produção do E24 M635CSi/M6 terminou em 1989. 

## E63 / 64 M6 (2005–2010)

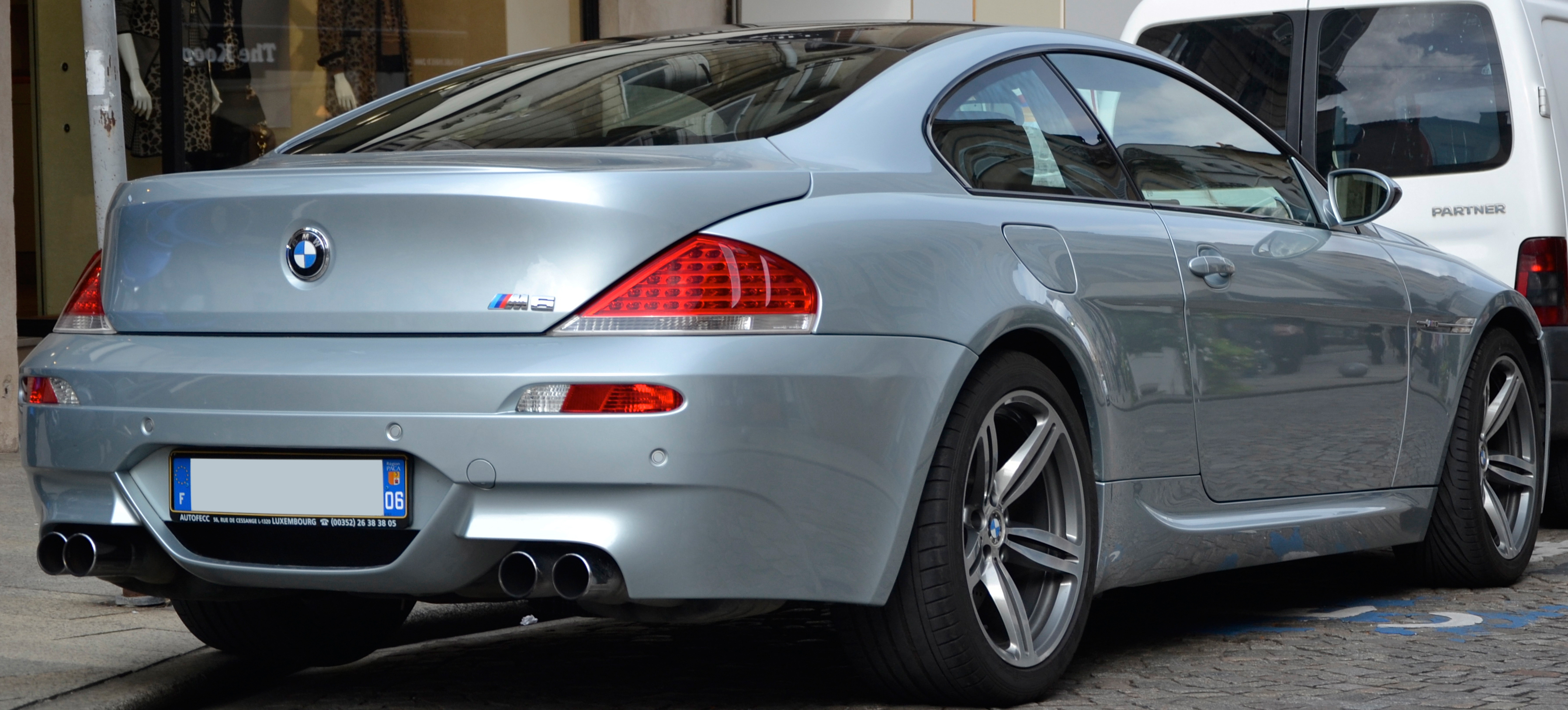
Coupé

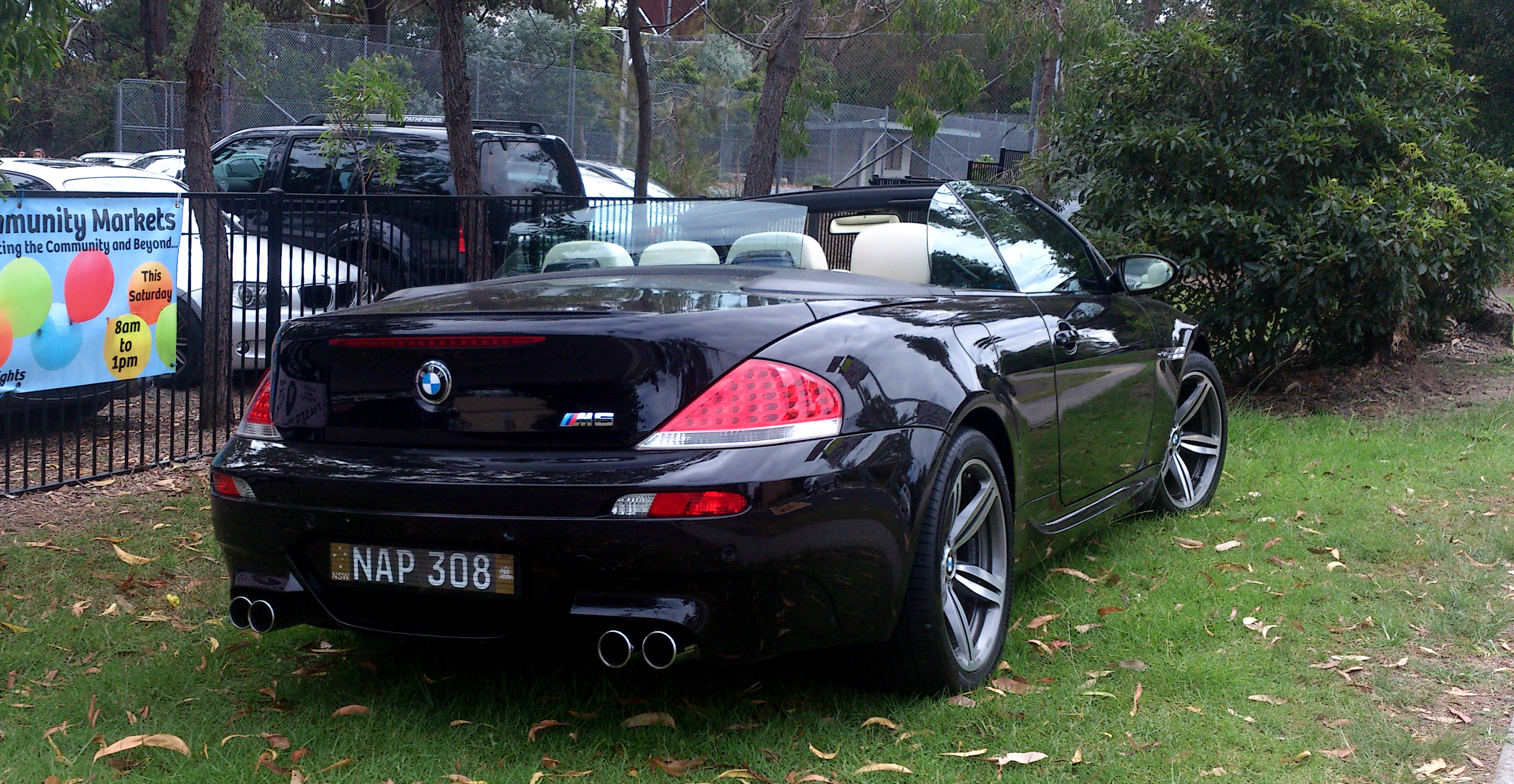
Conversível

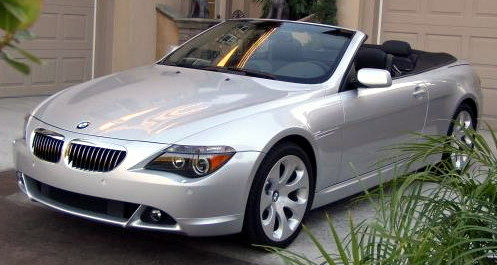
BMW E64

O BMW M6 conceito fez sua estréia no Salão Internacional do Automóvel de Genebra de 2005. Foi baseado no BMW E63 / E64 6 Series, lançado em 2004. O M6 compartilhou o mesmo motor 5.0 L V10 S85 de disparo desigual e caixa de câmbio SMG III com o E60 M5 que produz373 kW (507 PS; 500 bhp) a 7.750 rpm e a 6.100 rpm de torque.
A fabricante alegou desempenho incluiu 0-62 milhas por hora (100 km/h) e um tempo de aceleração de 4,6   segundos. Road & Track mediu de 0 a 60 milhas por hora (97 km/h) e um tempo de aceleração de 4,1   segundos. A velocidade máxima foi limitada a 250 quilômetros por hora (155 mph). A velocidade máxima limitada ascendia a 305 km/h (190 mph) com o pacote opcional do M-driver.
O M6 tem o mesmo 'botão de energia' que o M5, que alterna a escolha dos modos de potência do motor "P400" ou "P500". Desde a ignição, o carro oferece 400 cv (294 kW; 395 hp), mas o botão M do volante permite que os 373 kW (507 PS; 500 cv) (P500) sejam ativados se configurado de acordo com as configurações do iDrive. O M6 pesa 1.710 kg (3,770 lb), cortesia de um painel de plástico reforçado com fibra de carbono, bem como asas dianteiras termoplásticas, portas de alumínio e cobertura de tampa reforçada de plástico e fibra de carbono (composto de moldagem de chapa).
A fibra de carbono e outros materiais leves são usados em locais como os pára-choques e teto que estão longe do centro de gravidade e/ou alto, para que não só reduzam o peso total como melhorem o manuseio reduzindo o momento de inércia e abaixando o centro da altura da massa.
O M6 foi oferecido como um coupé e um conversível Tanto o coupé como o conversível podem ser distinguidos visualmente dos 630i, 645Ci e 650i pela sua saia dianteira mais profunda com entradas de ar, soleiras laterais mais contornadas, espelhos retrovisores laterais aerodinâmicos, uma saia traseira adicional com difusor e ausência de faróis de nevoeiro dianteiros. A partir de 2007, foi oferecida uma caixa manual de 6 velocidades na América do Norte, apenas 701 exemplares foram produzidos com uma caixa de velocidades manual (323 Coupés + 378 Conversíveis).
No ano modelo 2010, o M6 era o segundo BMW mais caro vendido nos Estados Unidos depois do 760Li de US$137,000, com um preço sugerido de US$ 108,150 para o conversível e US$102,350 para o coupé.

A produção do M6 terminou em meados de 2010, com vendas ao longo de cinco anos totalizando 9.087 para o coupé e 5.056 para o conversível.

## F06 / F12 / F13 M6 (2012 a 2018)
Os detalhes para a nova geração do M6 foram anunciados em fevereiro de 2012, com a revelação oficial a decorrer no Salão do Automóvel de Genebra no mês seguinte.
O novo modelo é baseado na BMW F12 / F13 e compartilha sua caixa de câmbio M-DCT de 7 velocidades, o motor BMW S63 V8 e outras tecnologias com o BMW M5 (F10). O M6 Coupé tem um telhado de fibra de carbono e outras medidas de economia de peso, tornando-o 20 kg (44 lb) mais leve que o M5, no entanto é 140 kg (309 lb)     mais pesado que seu antecessor. O M6 Cabrio é 50 kg (110 lb)  mais pesado que o anterior M6 Conversível.
A fabricante afirmou que os números do desempenho indicam a aceleração de 0 a 100 km/h em 4,2 segundos e uma velocidade máxima limitada eletronicamente de 250 km/h com a velocidade máxima limitada sendo de 305 km/h (190 mph) com o pacote opcional do M-driver. A linguagem de design do M6 era similar aos carros da série M. A frente do carro tem uma grade M recentemente projetada com um distintivo "M6" - uma homenagem à primeira geração do M6.

### Pacote de Competição
Com o Pacote de Competição 2014, o M6 veio com um sistema de escape esportivo com ponteiras pretas, molas mais rígidas, amortecedores e barras estabilizadoras, a direção é mais direta que a base M6, o motor V8 com dois turbocompressores utilizado no M6 é atualizado e produz 575 cv (423 kW; 567 cv) e 680 N⋅m (502 lb.ft) de torque, juntamente com um tempo de aceleração 0-62 mph (0-100 km/h) de aceleração em 3,9 segundos (4,0 segundos para o conversível).

### Performance
| Modelo                          | Anos      | Poder                   | Torque | 0 a 100 km / h (0-62 mph) | 0-200 km / h (0-124 mph) |
| ------------------------------- | --------- | ----------------------- | ------ | ------------------------- | ------------------------ |
| BMW M6 F13                      | 2012–2018 | 412 kW (553 hp; 560 PS) | 4.2    | 4,2                       | 12,6                     |
| BMW M6 F13 Pacote de Competição | 2014-2015 | 423 kW (567 hp; 575 PS) | 3.9    | 3,9                       | 12,4                     |
| BMW M6 F13 Pacote de Competição | 2016–2018 | 441 kW (591 hp; 600 PS) | 3.8    | 3,8                       | 11,8                     |

### Automobilismo

#### M6 GTLM
O BMW M6 GTLM é a versão de corrida do M6 criado para participar do Campeonato IMSA WeatherTech SportsCar e destina-se a substituir o BMW Z4 GTE. Os carros são inscritos pela BMW Team RLL, estreando em 2016, sem vitórias em sua temporada de estréia. O carro ganharia quatro vitórias em classe durante a temporada de 2017, antes de ser substituído pelo BMW M8 GTE para 2018.

#### M6 GT3

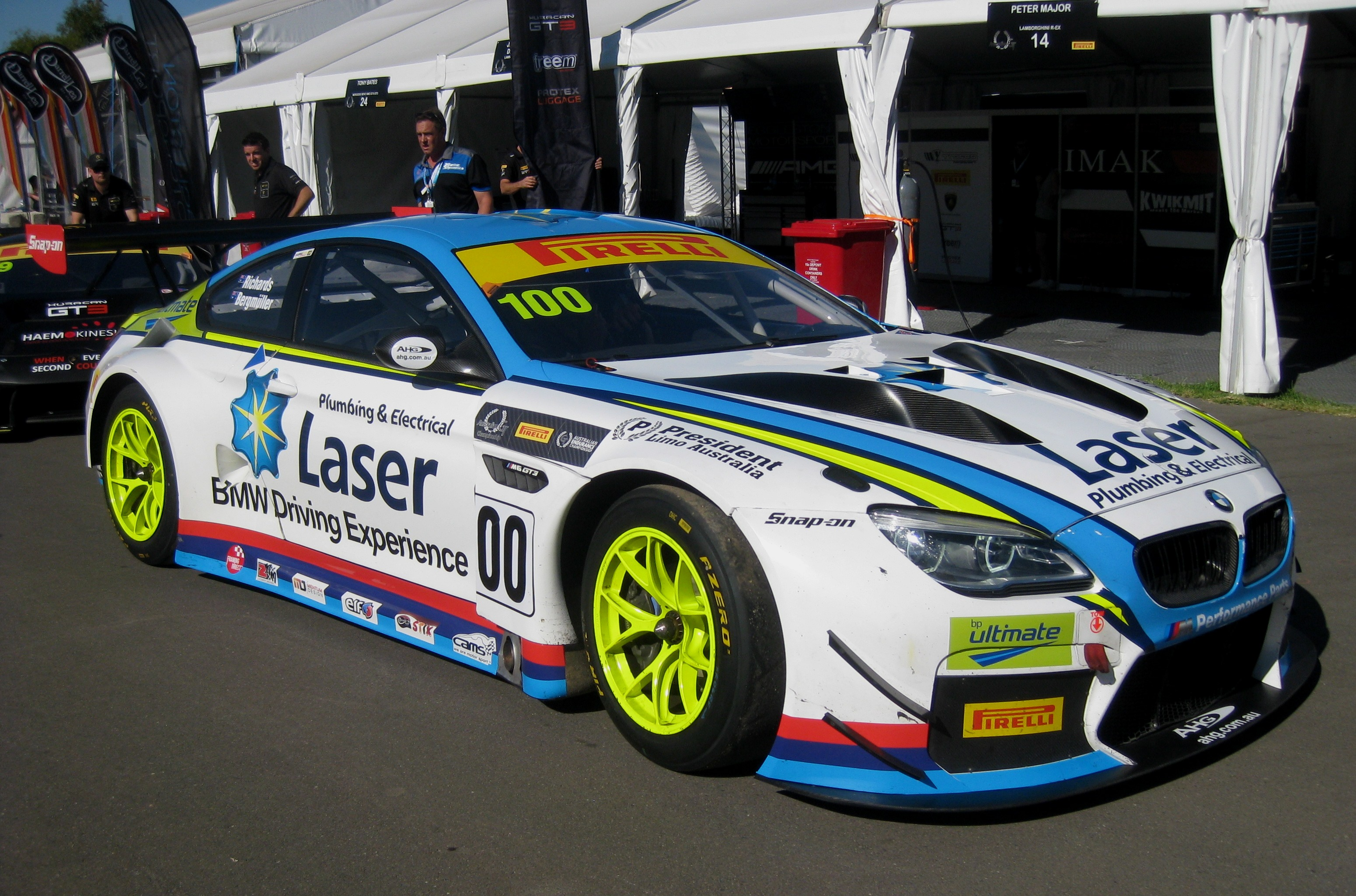
O BMW M6 GT3 de Steven Richards

Por volta do início de 2015, a BMW Motorsport começou a desenvolver um substituto para o bem-sucedido BMW Z4 GT3, que já estava em ação desde 2010, onde selecionou o M6 como modelo base. Ao longo do ano, a fábrica projetou o M6 de acordo com as especificações do FIA GT3. A ênfase foi colocada na segurança com a BMW Motorsport produzindo uma "célula de segurança aprovada pela FIA de acordo com os mais recentes padrões de segurança". Ao contrário do Z4 GT3, que usava um motor derivado do BMW M3, o motor do M6 GT3 estava praticamente inalterado em relação ao modelo de produção do M6 (e do BMW M5). O motor só enfrentou algumas modificações para uso no automobilismo. Em maio de 2015, em Dingolfing, o piloto de obras da BMW, Jörg Müller, conduziu o M6 GT3 em seu primeiro lançamento, contribuindo com um marco para seu desenvolvimento, e mais tarde o M6 GT3 foi revelado perto do final do ano.
O M6 GT3 mostrou seu sucesso em seu ano de estréia em 2016, quando a Rowe Racing conquistou a vitória geral no Spa 24 Hours de 2016, com os pilotos da BMW Philipp Eng, Maxime Martin e Alexander Sims ao volante. O carro também obteve sucesso em campeonatos ao redor do mundo, com vitórias no VLN, no Italian GT Championship e no Super GT Championship.

### Descontinuação
A produção do BMW M6 Coupé, Conversível e o Gran Coupé cessou em 2019 e o M6 foi substituído pelo BMW M8.